# Norman Haworth
Walter Norman Haworth, född 19 mars 1883 i White Coppice nära Chorley i Lancashire, död 19 mars 1950 i Barnt Green, Worcestershire, var en brittisk kemist. 1937 erhöll han Nobelpriset i kemi.

## Biografi
Haworth var professor i kemi i Birmingham och utförde banbrytande arbeten över kolhydratens kemi. Han strukturbestämde till exempel laktos och maltos och klargjorde vidare cellulosans och stärkelsens byggnad. Tillsammans med Edmund Hirst utarbetade han den första syntesen av askorbinsyra (C-vitamin).
Haworthska formler är en typ av kemiska formler som åskådliggör organiska föreningars tredimensionella byggnad. De infördes av Howarth och används mest för att illustreras kolhydraters struktur.